# Kristoffer Zegers
Pour les articles homonymes, voir Zegers.
Kristoffer Zegers (né à Bréda le 27 décembre 1973) est un compositeur brabançon.

## Biographie
Apprenti de Gilius van Bergeijk, Jan Boerman, Martijn Padding, Clarence Barlow, Diderik Wagenaar au Conservatoire Royal à la Haye.
Dans la musique de Zegers les clusters microtonaux forment l’élément essentiel. Sa musique porte sur des développements lents à travers les glissandi. 
Pour cette raison, sa devise est « Glissandez mes enfants, glissandez toujours ! », d'après le « Modulez mes enfants, modulez toujours ! » de César Franck.
Sa composition Singularity IV a été jouée au Concertgebouw d'Amsterdam. La musique de Zegers a été jouée aux Pays Bas, en Belgique, en Allemagne, en Italie et au Canada aussi bien que sur plusieurs stations de radio dans le monde entier. En 2002, il compose Venlafaxine, pièce pour quatre saxophones dont le but est de décrire à l'auditeur la sensation éprouvée par la consommation d'antidépresseurs qui déstabilisent l’esprit, causant en quelque sorte un effondrement du cerveau. En novembre 2009, au festival de la musique contemporaine de Huddersfield, on a demandé à Kristoffer Zegers de jouer sa composition Pianophasing II, un concerto de 50 pianistes sur 25 pianos. Pianophasing II a été jouée dans plusieurs pays et diffusée sur les ondes de la BBC.

## Œuvres

### Musique électronique sansensemble
- Singularity IV (1997)
- Tod und Verklärung (2000)

### Musique électronique avec ensemble
- Venlafaxine, for 4 saxofoons (2001)
- Electroshocks, for 8 saxofoons (2003)
- Singulariteit VI for 12 solo singers clavichord and computermusic (commissioned ASKO kamerkoor) (2007)